# Ignacio Ruiz López
Ignacio Ruiz López fue el segundo Jefe Delegacional de Cuajimalpa de Morelos y el primer mandatario local originario de la localidad.

## Biografía
Ignacio Ruiz López nació el 30 de julio de 1958 en el pueblo originario de San Pedro Cuajimalpa, en el seno de una de las familias originarias del pueblo dedicadas a la agricultura y la silvicultura, su padre Benito Ruiz Galicia, nativo de este poblado y su madre Consuelo López Saldaña, originaria del Municipio de Tequisquiapan Querétaro. Fue durante su juventud un miembro más de la comunidad, con estudios de educación media superior.
Durante los años setenta inició su carrera política como dirigente estudiantil en el CCH Vallejo, dirigente delegacional del Partido Mexicano de los Trabajadores, (PMT) miembro fundador del Partido Mexicano Socialista, (PMS) en 1988 se unen al Frente Democrático Nacional (FDN) para promover la candidatura del Ing. Cuauhtémoc Cárdenas Solórzano, a la Presidencia de la República, quien según el parte oficial fue derrotado por el candidato del Partido Revolucionario Institucional, (PRI) considerando que su derrota era producto de un fraude electoral llevaron a cabo varias manifestaciones, las cuales mantuvieron al país en zozobra durante los primeros años de los 90.
En 1989 se vuelve miembro fundador del Partido de la Revolución Democrática, (PRD) del cual fue Secretario de Organización del Comité Ejecutivo Delegacional, para 1990 es electo Presidente del Comité Ejecutivo Delegacional. Fue consejero estatal del PRD por Cuajimalpa de Morelos, fundador de la Comisión en Defensa de la Tierra y la Ecología, fundador y coordinador del Frente Amplio de Acción Popular (FRAAP). Como diputado local por el XXII Distrito Local, en la primera asamblea legislativa del Distrito Federal. Entre 1991 y 1996 laboró como consejero ciudadano del Partido de la Revolución Democrática para Cuajimalpa de Morelos Zona Centro (1996), distinguiéndose en la protección de las áreas protegidas forestales de "El Ocotal" y "El Cedral", colindante al Parque nacional Desierto de los Leones, que quería ser urbanizada por una inmobiliaria de Grupo Carso esto en conjunción de varios vecinos de Cuajimalpa, sobre todo de la zona del Contadero, aunque luego como Jefe Delegacional apoyaría la construcción de la Unidad Cuajimalpa de la Universidad Autónoma Metropolitana en la vieja fábrica de hongos en el bosque de El Cedral, así como contra la instalación de una antena de retransmisión radiofónica de Grupo ACIR en la zona de Manzanastitla, aunque esta última se instala luego de un trato entre el comité de resistencia, la delegación política y la compañía radiofónica.
En 1997 logra ser electo diputado local por el XXII Distrito Electoral que abarca Cuajimalpa de Morelos y parte de la delegación Álvaro Obregón, cargo que desempeña en la Asamblea Legislativa del Distrito Federal en las comisiones de Desarrollo Urbano y Establecimiento de Reservas Territoriales, de Cultura, del Medio Ambiente y Protección Ecológica, con el siguiente desempeño; 1997-2000 Presidente de la Comisión de Desarrollo Urbano y Establecimiento de Reservas Territoriales. Vicepresidente de la Comisión de Protección Civil. Integrante de las Comisiones en la Asamblea Legislativa del Distrito Federal, en los rubros de Desarrollo Metropolitano, Medio Ambiente, Protección Ecológica y Cultura. 1998-1999 Coorganizador del Foro Mexicano de Parlamentarios para el Hábitat, en Chihuahua Chihuahua. Coorganizador del Foro Internacional de Parlamentarios para el Hábitat en Cancún Quintana Roo. Ponente en el Foro Interamericano de Parlamentarios para el Hábitat en La Habana Cuba. Ponente en el Foro Interamericano de Parlamentarios para el Hábitat en Antigua Guatemala. es hasta 2000 que pide su separación del cargo para contender en la primera elección para Jefe Delegacional, teniendo como mayor contrincante al panista Francisco de Souza Mayo, ante quien perdió la elección, lo que crea un ambiente rispido en la delegación con manifestaciones y bloqueos de calles y la carretera federal México - Toluca.
En el 2002 luego de tres años, que pasa de como Director de Coordinaciones Regionales de la Dirección General de Regularización Territorial (DGRT), del Gobierno del Distrito Federal,, se propone de nuevo como candidato a Jefe Delegacional obteniendo el triunfo y jurando el cargo en 2003, para volverse el primer originario de la delegación en dirigirla, cosa que no pasaba desde los tiempos de José Ascensión Almaraz Espinoza "Don Chon Almaraz" (1947-1964), quien fuera el delegado con mayor tiempo de gobierno en el municipio. 
Ya en el gobierno se distingue por la ordenación de las comunidades, apoyando las expresiones populares como la Fiestas religiosas en Cuajimalpa Semana Santa en San Pedro Cuajimalpa, así como en los servicios a los pueblos, como miembro de la comunidad, es cercano a la gente oriunda a quien apoya entre otras cosas, otorgándoles empleos en el gobierno local, los cuales en su mayoría habían estado en manos de amigos de los viejos delegados y recomendados del "Sindicato del Gobierno del Gobierno Distrito Federal", uno de los mayores logro de su gestión fue el de , y gestionar la construcción de una universidad pública en esta demarcación, en el mes de noviembre de 2003 establece contacto con el Rector General de la Universidad Autónoma Metropolitana, el Dr. Luis Mier y Terán Casanueva con el fin de solicitar la creación de la Unidad No. 4, prevista por el Proyecto General de esa institución, que contando con 3 unidades, la Norte en Azcapotzalco, la Sur en Xochimilco, y la Oriente en Iztapalapa, solo faltaba la Poniente, le propone Cuajimalpa, todo esto es lo que le permite tener una amplia base para lograr que su secretario de gobierno, José Remedios Ledesma García sea electo para el mandato siguiente. a este entrega la administración delegacional en octubre de 2006.
Luego en el gobierno de Andrés Manuel López Obrador se desempeña como director general de Desarrollo Rural de la Secretaría de Desarrollo Rural y Equidad para las Comunidades del Gobierno del Distrito Federal. (2007-2009)
En 2009 vuelve a contender como precandidato del Partido de la Revolución Democrática para Jefe Delegacional pero es derrotado y se ve inmiscuido en la lucha postelectoral que se da al interior del partido.

## Política
Como miembro del Partido de la Revolución Democrática se le relaciona como cercano a la corriente denominada Izquierda Democrática Nacional del grupo político de Dolores Padierna.